# Eduardo Ernesto da Gama Cerqueira
Eduardo Ernesto da Gama Cerqueira (São João del-Rei, 15 de dezembro de 1842 — Belo Horizonte, 10 de dezembro de 1907) foi um político brasileiro.
Foi governador de Minas Gerais, de 16 a 18 de junho de 1891 e de 9 de fevereiro a 14 de julho de 1892.
Filho de Januário Francisco de Jesus Cerqueira e de Maria Carlota da Gama Cerqueira, casou-se com Matilde da Silva Reis Cerqueira. Advogado, formou-se em ciências jurídicas e sociais pela Faculdade de Direito de São Paulo, no Largo de São Francisco, em 1868. Durante o Império, foi membro do Partido Conservador e eleito vereador de Cataguazes várias vezes. Depois de 1888, aliou-se a Silva Jardim e a Gabriel de Magalhães na propaganda republicana. Participou ativamente do Congresso Republicano Mineiro, realizado em Ouro Preto, a 15 de novembro de 1888. Fundou o Partido Republicano de Cataguases e dele tornou-se chefe.
Proclamada a República, foi nomeado Presidente da Intendência Municipal de Cataguases.
Eleito Senador à Constituinte Mineira e para a 1ª Legislatura (1891-1895), ocupou a 1ª vice-presidência da Mesa do Senado.
Depois de promulgada a Constituição, o Congresso elegeu-o vice-presidente do Estado para o período de 16 de junho de 1891 a 13 de junho de 1892, tendo exercido o governo de Minas Gerais entre 16 e 18 de junho de 1891, interinamente, e de 9 de fevereiro a 13 de julho de 1892, em virtude da renúncia do Presidente José Cesário da Faria Alvim. Participou, depois, da Campanha Civilista.
Em 1894, foi convidado por Floriano Peixoto para Ministro do Supremo Tribunal Federal, mas preferiu concorrer à vaga de Juiz Secional em Minas Gerais, função que exerceu até seu falecimento. Foi, ainda, procurador da República em Minas Gerais.